# Be More Kind
Be More Kind è il settimo album in studio del cantautore inglese Frank Turner, pubblicato nel 2018.

## Tracce
Testi e musiche di Frank Turner.
1. Don't Worry – 3:13
2. 1933 – 3:07
3. Little Changes – 3:26
4. Be More Kind – 4:06
5. Make America Great Again – 3:28
6. Going Nowhere – 3:59
7. Brave Face – 3:36
8. There She Is – 3:48
9. 21st Century Survival Blues – 3:58
10. Blackout – 3:56
11. Common Ground – 4:14
12. The Lifeboat – 4:10
13. Get It Right – 3:26